# Teun Jaspers
Antonius Philippus Cornelis Maria (Teun) Jaspers (Ravenstein, 16 september 1943) is een Nederlands jurist gespecialiseerd in het arbeidsrecht. Jaspers is emeritus hoogleraar aan de Universiteit Utrecht.
Jaspers volgde het gymnasium-bèta en studeerde vervolgens rechten aan de Katholieke Universiteit Nijmegen. Op 19 september 1980 promoveerde hij te Nijmegen op het proefschrift Rechtspreken in de maatschappij. Een onderzoek naar opvattingen over plaats en funktie van de rechtspraak in het Nederlandse ekonomische, sociale en politieke bestel van het einde van de achttiende tot het begin van de twintigste eeuw. Promotor was Jan Leijten. Na zijn promotie werd hij wetenschappelijk (hoofd)medewerker sociaal recht aan de Universiteit Utrecht. Samen met Pim Fortuyn en Harry van den Berg redigeerde hij het boek De ontwikkeling van het stakingsrecht in Nederland (1978).
In 1985 werd Jaspers benoemd tot gewoon hoogleraar sociaal recht aan de Universiteit Utrecht. Hij hield zijn oratie, getiteld Collectieve onderhandelingen. De macht in juridische banen of het recht in de ban van de macht, op 22 mei 1987. In het jaar 1989/1990 was hij decaan van de Utrechtse rechtenfaculteit; vervolgens was hij directeur van het Nederlands Instituut voor Sociaal en Economisch Recht aan de UU (tegenwoordig het Wiarda Instituut). Verder was hij van 1987 tot 1995 kroonlid van de Sociaal-Economische Raad, commissie Sociale Zekerheid, en van 1990 tot 1996 lid van het Europees Comité voor Sociale Rechten van de Raad van Europa als opvolger van W.F. de Gaay Fortman. Op 1 september 2008 ging Jaspers met emeritaat als hoogleraar; hij hield zijn afscheidsrede op 10 oktober van dit jaar. Hij werd opgevolgd door Frans Pennings. Pennings op zijn beurt werd opgevolgd door Miriam Kullmann in 2024. 
Sinds 2014 is Jaspers senior research fellow van het Hugo Sinzheimer Instituut voor arbeidsrecht aan de Universiteit van Amsterdam. Tot 2013 was hij tevens raadsheer-plaatsvervanger bij het Gerechtshof 's-Hertogenbosch.
Jaspers' onderzoeksinteresses betreffen vooral het internationale en Europese arbeidsrecht en het stakingsrecht. Tot zijn promoti behoren onder anderen Guus Heerma van Voss, Rikki Holtmaat, Frans Pennings en Saskia Klosse..